# Haploscelis
Haploscelis es un género de coleóptero de la familia Endomychidae.

## Especies
Las especies de este género son:
- Haploscelis abdominalis Waterhouse, 1877
- Haploscelis atratus (Klug, 1832)
- Haploscelis coerulescens Fairmaire, 1902
- Haploscelis columbinus (Gerstaecker, 1857)
- Haploscelis compactus Fairmaire, 1898
- Haploscelis consobrinus Strohecker, 1972
- Haploscelis curtulus Fairmaire, 1898
- Haploscelis dejectus Strohecker, 1972
- Haploscelis elegans Strohecker, 1972
- Haploscelis gibbosus Strohecker, 1960
- Haploscelis madecassus Csiki, 1900
- Haploscelis nitidus Csiki, 1900
- Haploscelis oblongulus (Fairmaire i883)
- Haploscelis plagiicollis (Fairmaire, 1883)
- Haploscelis quadricollis Fairmaire, 1898
- Haploscelis ventralis Strohecker, 1972
- Haploscelis viridescens Pic, 1925